# Kasak
Kasak (Bulgaars: Късак) is een dorp in het zuiden van Bulgarije. Het dorp is gelegen in de gemeente Dospat in de oblast Smoljan. Het dorp ligt op ongeveer 41 km afstand van Smoljan en 138 km van Sofia.

## Bevolking
Het dorp telde in 1850 ongeveer 30 huishoudens en 100 inwoners, uitsluitend islamitische Bulgaren. Het aantal inwoners bereikte in 2011 een maximum van 835 personen. In 2019 telde het dorp 753 inwoners, een daling ten opzichte van 2011.
|  |

In het dorp wonen vooral etnische Bulgaren, waarvan een groot de islam belijdt. Deze ‘Moslim-Bulgaren’ worden ook wel Pomaken genoemd in de volksmond. Een groot deel van de bevolking heeft niet gereageerd op de volkstelling van 2011.
| Etnische samenstelling van de respondenten (2011) | Etnische samenstelling van de respondenten (2011) | Etnische samenstelling van de respondenten (2011) | Etnische samenstelling van de respondenten (2011) | Etnische samenstelling van de respondenten (2011) |
| ------------------------------------------------- | ------------------------------------------------- | ------------------------------------------------- | ------------------------------------------------- | ------------------------------------------------- |
|                                                   |                                                   |                                                   |                                                   |                                                   |
| Bulgaren                                          | Bulgaren                                          |                                                   | 52,6%                                             | 52,6%                                             |
| Turken                                            | Turken                                            |                                                   | 3,1%                                              | 3,1%                                              |
| Roma                                              | Roma                                              |                                                   | 0,0%                                              | 0,0%                                              |
| Anders/Onbekend                                   | Anders/Onbekend                                   |                                                   | 44,3%                                             | 44,3%                                             |

## Religie
De islam is de grootste religie in het dorp. Islamitische feestdagen, zoals de Ramazan bajram (Рамазан байрам ) en Koerban bajram (Курбан байрам) worden grootschalig gevierd.

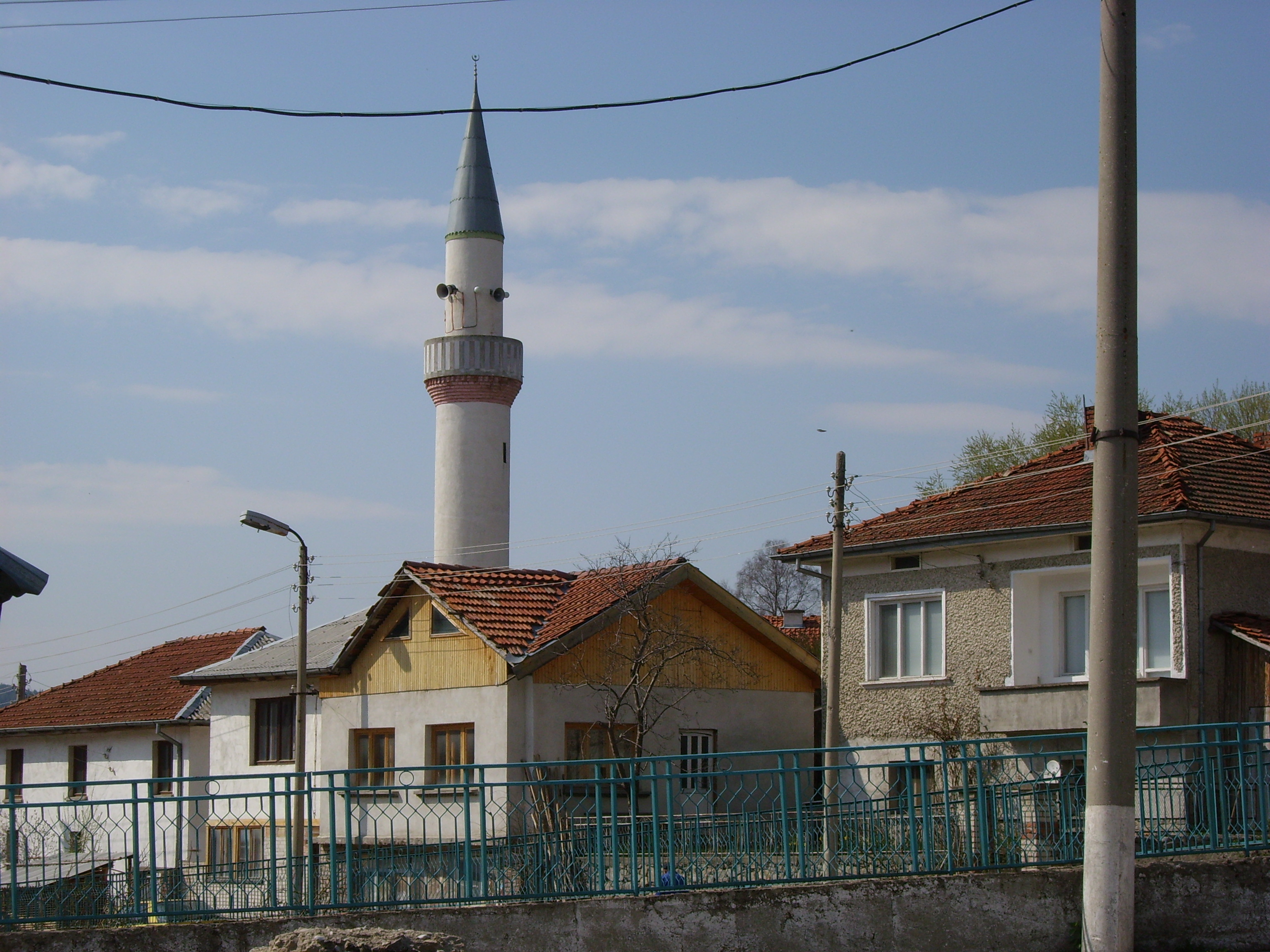
De moskee van Kasak